# Brandub mac Echach
Brandub mac Echach (mort en 605/608) est un roi irlandais issu des Uí Cheinnselaigh du Leinster. Son père, Echu mac Muiredaig a été lui aussi roi de Ui Cheinnselaigh. Ils sont issus d'une lignée connue sous le nom de Uí Felmeda descendant de Fedelmid, un fils de Énnae Cennsalach. Son fils Óengus, petit-fils Muiredach, et arrière-petit-fils Eochu seront tous roi des Uí Cheinnselaigh.Selon le  Livre de Leinster, Brandub succède vers 597 à un certain « Áed Cerr mac Colmáin Már » (mort en 595), roi de Leinster issu des Uí Dúnlainge; sans doute en réalité à Áed Dibchine mac Senaig des Uí Máil

## Récit de sa naissance
Dans le  manuscrit Rawlinson B 502, daté d'environ 1130, se trouve le poème « Gein Branduib maic Echach ocus Aedáin maic Gabráin » ; c'est-à-dire: « La naissance de Brandub fils d'Eochu et d'Aedán fils de Gabrán ». Ce curieux récit explique qu'Áedán mac Gabráin de Dál Riata est le frère jumeau de Brandub, échangé à la naissance avec l'une des filles jumelles de Gabrán, nées exactement la même nuit, de manière que chaque famille ait un fils ! 
Soit ce récit est une totale construction littéraire, soit il fait référence à des relations de fosterage entre Brandub et Áedán, qui ne peuvent être que supposées. Selon cette histoire le père de Brandub, Echu avait été expulsé de son royaume par  Fáelán mac Síláin, son prédécesseur dans la royauté des Uí Chennselaigh et s'était réfugié au Dál Riata à la cour de Gabrán, où Brandub et Aedán furent élevé ensemble en fosterage, ensuite Echu redevient roi et emmène son fils avec lui. Plus tard lorsque Aedán et Brandub furent tous deux rois, Aedán aurait proclamé ses droits sur le royaume d'Irlande et envahit le Leinster.

## Défenseur du Leinster
La première mention de Brandub dans les Annales est sa victoire lors de la bataille de Mag Ochtair (Cloncerry, nord du comté de Kildare) sur les Ui Neill en 590. En 598 Brandub défait les Uí Néill de l'Ard ri Erenn Áed mac Ainmerech du Cenél Conaill lors de la bataille de Dún Bolg (Dunboyke, comté de Wicklow) et l'Ard ri est tué , mettant ainsi un terme à l'expansion vers le sud des Uí Néill. Le Borúma Laigin (Tribut en Bétail du  Leinster) et les annales mentionnent que le conflit avait été causé par le meurtre par Brandub , à Dún Bhat en 597, d'un fils d'Áed nommé Cummascach
Le Borúma Laigin fournit beaucoup de détails sur ces événements. Brandub avait reçu l'assistance de Saint Aidan de Ferns (mort en 632) qui avait obtenu une trêve entre  Brandub et l'Ard ri. Aedan then devised a strategy of having the forces of Brandub hide in food baskets to sneak into the enemy camp. Aedan reçoit Ferns en remerciement après la bataille pour l'assistance qu'il avait accordée à Brandub. Le récit précise aussi que l' Ulaid était allié au Leinster et que le roi d'Airgíalla fut tué en combattant pour l'Ard ri.
Des poèmes postérieurs inclus dans le Livre de Leinster, notent cette action  "septs blows contre Brega" ,plus tard centre du pouvoir du Síl nÁedo Sláine, il doit donc avoir reconquis des territoires perdus face aux Uí Néill dans les 
midlands d'Irlande. Ce fait est également mentionné dans les annales à la date de 599. Les rois  Uí Cheinnselaigh postérieurs comme  Diarmait mac Mail na mBo et son petit-fils Diarmait Mac Murchada, bien qu’issus d'une lignée différente de la dynastie associaient les succès de Brandub au sept de leur famille.
En 605 Brandub subit une défaite lors de la Bataille de Slaebre face aux Ui Neill menés par l'Ard ri Áed Uaridnach du Cenél nEógain. Il est ensuite assassiné par ses propres parents dont son beau-fils Sarán Saebderc.

## Descendants
Le groupe familial du Fir Thulach dans l'actuel comté de Westmeath, sujet du Clan Cholmáin à l'époque postérieure, considérait
Brandub comme son ancêtre, ainsi qu'également les Uí Felmeda du moderne comté de Carlow.

## Article lié
- Liste des rois de Leinster

## Sources primaires
- Livre de Leinster, Rig Laigin et Rig Hua Cendselaig sur CELT: Corpus of Electronic Texts at University College Cork
- Annales d'Ulster sur CELT: Corpus of Electronic Texts at University College Cork
- Annales de Tigernach CELT: Corpus of Electronic Texts at University College Cork

## Sources secondaires
- (en) T.W Moody, F.X. Martin, F.J. Byrne, A New History of Ireland IX Maps, Genealogies, Lists. A companion to Irish History part II, Oxford, Oxford University Press, 2011 (ISBN 978-0-19-959306-4), p. 134 & 200 Kings of Leinster to 1171 & Kings of Osraige 842 -1176 p. 135  et 202
- (en) Francis John Byrne, Irish Kings and High-Kings, Dublin, Four Courts Press, 2001, 341 p. (ISBN 978-1-85182-196-9)
- (en) Charles-Edwards, T. M. (2000), Early Christian Ireland, Cambridge: Cambridge University Press,  (ISBN 0-521-36395-0)